# Kecskeméti Lipót
Kecskeméti Lipót (Kecskemét, 1865. február 27. – Nagyvárad, 1936. június 8.) rendkívül nagy tudású és tevékeny Nagyváradi főrabbi 1890-től haláláig, zsidó irodalomtörténész, bibliakutató, fivérei: Kecskeméti Adolf, a pesti hitközség elöljárója; Kecskeméti Ármin makói főrabbi; Kecskeméti Zsigmond brassói orvos.

## Élete, munkássága
Kecskeméti Jakab és Weisz Róza fia. A középkori zsidó költők foglalkoztatták, verseikből lefordított egy kötetre valót (Zsidó költőkből. Budapest, 1887), róluk írt dolgozatával doktorált Budapesten (1888), s ennek egy részlete könyv alakban is megjelent (Pokol a középkori zsidó költészetben. Budapest, 1888). Középkori zsidó költőket fordított magyarra és zsidó vallástörténeti tanulmányokat írt.
A nagyváradi hitközség rabbijává választotta (1890); mint főrabbi, kitűnő szónokként vált ismertté, a magyar nyelv művésze volt, beszédeit Ady Endre is meghallgatta, s cikkben emlékezett meg egy bibliai tárgyú előadásáról, melyet a budapesti unitárius templomban tartott (1903). A Szigligeti Társaság tagja volt. Szembeszállott mindennemű vallási elzárkózással, nem fogadta el a cionizmust. A bibliakritika módszerével megírt két – egyenként háromkötetes – irodalomtörténeti műve jelent meg Jeremiás és Ézsaiás próféták könyveiről (Budapest, 1932, Nagyvárad, 1935). A 70. születésnapján elhangzott beszédeket ünnepi kötetbe foglalták (Nagyvárad, 1935).
A trianoni békediktátum után 1929 őszén a román hatóságok által bezárt állami fő reáliskolai tanárokból és diákokból létrehozta a zsidó gimnáziumot. Ez öt évig magyar tannyelvvel működött, utána át kellett térniök román tannyelvre és Kecskeméti gyűjtésének köszönhetően az épületet emelettel bővítették. Így újból nyilvánossági jogot kaptak. Az intézet később felvette jótevője nevét: Kecskeméti Lipót Izraelita Líceum.
Noha megválasztották pesti főrabbinak, Kecskeméti Lipót Nagyváradon maradt. A Független Újság-ban megjelent nekrológja idézi egy mondatát, amelyet annak a román miniszternek mondott, aki felrótta neki a magyarsággal való szolidaritását: „A magyarság mellett voltam jó sorsában. Most, balsorsában ne tartsak ki oldalán? Én elismerem az új helyzetet, de ha máról holnapra más lennék és megtagadnám a magyar közösséget, Önök vetnének meg engem és vádolnának opportunizmussal!”
Kecskeméti rabbi sífelirata a nagyváradi zsidó temetőben: „Tanultam, írtam, eskettem, temettem, igét hirdettem a zsidóságnak, az igaz embereknek a zsinagógában- nem sokszor, de sokat, koldultam némelyekért, a közösségért- nem sokat, de gyakran… Belefáradtam a szavakba… De az imáim mégis folytatódnak, az örökkévalóságba: Áldd meg drága Isten, áldd meg közösségemet!” Síremlékét - amely a nagyváradi Rulikowsky temető izraelita sirkertjében található - Színi Sebő Zoltán szobrász mintázta.

## Művei
- Zsidó költőkből (fordítások), Budapest, 1887
- Pokol a középkori zsidó költészetben, Budapest, 1888
- Halottas szertartások az ősi Izraelben, 1897
- Kánaáni bűvész alakok, IMIT Budapest, 1900
- A prófétai erkölcsvallásnak legelső községe, 1904
- Az Exilium első éveinek hatása Izrael vallására, IMIT, Budapest 1909
- Egy zsidó vallás van-e, több-e? Nagyvárad, 1913
- Vallási zsidóság és nemzeti zsidóság. Templomi beszédek, Budapest, 1922
- Jeremiás proféta és kora I., II., III. Budapest, 1932
- Ézsajás I., II., III. Budapest, 1935
- Halotti beszédek, Budapest, 1937